# Moon Music
Moon Music (повна назва Music of the Spheres Vol. II: Moon Music) — десятий студійний альбом британського гурту Coldplay, представлений 4 жовтня 2024 року лейблами Parlophone у Великій Британії та Atlantic Records у США як продовження альбому Vol. I: From Earth with Love (2021) в рамках проекту Music of the Spheres. Делюкс-видання Moon Music під назвою Full Moon вийшло 6 жовтня, до нього увійшли десять додаткових пісень.
У записі альбому взяли участь Джон Гопкінс, Burna Boy, Little Simz, Elyanna, Мартіна Стоссель та Айра Старр. Продюсуванням займалися Білл Рахко, Ден Грін, Майкл Ільберт і Макс Мартін, а також Гопкінс, Ілля Салманзаде, Оскар Голтер і The Chainsmokers. Лімітоване Tour Edition містить колаборації наживо з H.E.R. і BTS.
Напередодні виходу альбому Coldplay випустили сингли «Feels Like I'm Falling in Love» і «We Pray»; третій і останній сингл «All My Love» вийшов одночасно з альбомом. На підтримку обох альбомів із проекту «Music of the Spheres» гурт проводить світовий тур «Music of the Spheres».

## Список пісень
Учасники Coldplay, які є авторами пісень: Гай Берімен, Джонні Бакленд, Вілл Чемпіон і Кріс Мартін.
| Стандартне видання Moon Music | Стандартне видання Moon Music                             | Стандартне видання Moon Music |
| #                             | Назва                                                     | Тривалість                    |
| ----------------------------- | --------------------------------------------------------- | ----------------------------- |
| 1.                            | «Moon Music» (за уч. Джон Гопкінс)                        | 4:36                          |
| 2.                            | «Feels Like I'm Falling in Love»                          | 3:56                          |
| 3.                            | «We Pray» (за уч. Little Simz, Burna Boy, Elyanna і Тіні) | 3:53                          |
| 4.                            | «Jupiter»                                                 | 4:00                          |
| 5.                            | «Good Feelings» (за уч. Айра Старр)                       | 3:37                          |
| 6.                            | «Alien Hits / Alien Radio»                                | 6:09                          |
| 7.                            | «IAAM»                                                    | 3:03                          |
| 8.                            | «Aeterna»                                                 | 4:13                          |
| 9.                            | «All My Love»                                             | 3:42                          |
| 10.                           | «One World»                                               | 6:47                          |
| 43:57                         |                                                           |                               |

| Додаткові пісні делюкс видання Full Moon | Додаткові пісні делюкс видання Full Moon | Додаткові пісні делюкс видання Full Moon |
| #                                        | Назва                                    | Тривалість                               |
| ---------------------------------------- | ---------------------------------------- | ---------------------------------------- |
| 1.                                       | «Moon Music – Elodie»                    | 2:46                                     |
| 2.                                       | «Feels Like I'm Falling in Live»         | 4:36                                     |
| 3.                                       | «The Karate Kid»                         | 2:55                                     |
| 4.                                       | «We Pray – Be Our Guest»                 | 3:53                                     |
| 5.                                       | «Angelsong»                              | 4:21                                     |
| 6.                                       | «Jupiter»                                | 2:53                                     |
| 7.                                       | «Man in the Moon»                        | 3:54                                     |
| 8.                                       | «I Am a Mountain»                        | 3:06                                     |
| 9.                                       | «All My Love»                            | 4:06                                     |
| 10.                                      | «A Wave»                                 | 2:33                                     |
| 79:00                                    |                                          |                                          |

## Чарти
| Чарт (2024)                                        | Найвища позиція |
| -------------------------------------------------- | --------------- |
| Australian Albums (ARIA)                           | 2               |
| Бельгія Belgian Albums (Ultratop Flanders)         | 1               |
| Бельгія Belgian Albums (Ultratop Wallonia)         | 1               |
| Нідерланди Dutch Albums (MegaCharts)               | 1               |
| Фінляндія Finnish Albums (Suomen virallinen lista) | 2               |
| Німеччина German Albums (Offizielle Top 100)       | 1               |
| Ірландія Irish Albums (OCC)                        | 1               |
| Italian Albums (FIMI)                              | 1               |
| Японія Japanese Albums (Oricon)                    | 15              |
| Japanese Combined Albums (Oricon)                  | 26              |
| Japanese Hot Albums (Billboard Japan)              | 11              |
| Lithuanian Albums (AGATA)                          | 7               |
| New Zealand Albums (RMNZ)                          | 2               |
| Норвегія Norwegian Albums (VG-lista)               | 1               |
| Шотландія Scottish Albums (OCC)                    | 1               |
| Swedish Albums (Sverigetopplistan)                 | 1               |
| Велика Британія UK Albums (OCC)                    | 1               |